# La Llanada
La Llanada è un comune della Colombia facente parte del dipartimento di Nariño.
L'istituzione del comune è del 27 agosto 1991.